# Bò Caracu
Bò Caracu là giống bò có kiêm dụng (nuôi lấy thịt và sữa) của Brazil được biết đến với khả năng thích ứng, sự cứng rắn và khả năng làm mẹ tuyệt vời. Giống như Mocho Nacional, Caracu là một giống bò châu Âu nhiệt đới được tạo ra ở Brazil và nguồn gốc của nó là của bò Minhota. Cách sử dụng chính của nó là lai giống bò thịt. Caracu chiếm ít hơn 5% tổng số bò thịt Brazil; giống Nelore là giống bò chủ yếu ở Brazil.

## Hành vi
Caracu là một giống bò hiền lành và ngoan ngoãn, tạo điều kiện cho việc dễ quản lý đàn trong lĩnh vực này. Đàn Caracu di chuyển xung quanh trên đồng cỏ. Bò giống này không thường tập trung một chỗ mà đứng cách dàn đều, làm giảm cường độ chà đạp, cho phép sử dụng tốt hơn và tuổi thọ của đồng cỏ. Ở những vùng lạnh, bò tiến vào rừng, ăn lá cây và bảo vệ chính nó khỏi cái lạnh. Tại Brazil, trong giai đoạn thiếu lương thực (hạn hán), bò giống này quyết định bổ sung chế độ ăn uống của nó với một loạt các cây bụi bản địa.

## Cân nặng
Dưới chế độ độc quyền sử dụng đồng cỏ, trọng lượng trung bình của bò là khoảng 550–650 kg với một số đạt tới 750 kg. Bò đực nặng khoảng 1.000 kg và có thể lên đến 1200 kg. Bò hai tuổi đạt khoảng 400 kg, với một số trọng lượng lên đến 500 kg. Bê ở một năm tuổi đạt trung bình 300 kg do khả năng của mẹ tốt của giống bò này.